# Radomil Kitrich
Radomil Kittrich (1. července 1921 Petřvald – 12. ledna 1993 Ostrava) byl stavební a důlní inženýr a vysokoškolský pedagog.

## Život a dílo
Studoval na Vysoké škole inženýrského stavitelství ČVUT v Praze a jeho studium bylo přerušeno uzavřením českých vysokých škol nacistickým Německem v Protektorátu Čechy a Morava v roce 1939. V průběhu války pak studoval na středních školách (na Obchodní akademii a Vyšší průmyslové škole strojní v Praze). V letech 1943 až 1944 byl totálně nasazen v Rakousku, odkud utekl a po útěku byl krátce vězněn. Po 2. světové válce úspěšně dokončil studium inženýrského stavitelství a začal pracovat jako projektant průmyslových zařízení.
V roce 1955 začal pracovat na tehdejší Vysoké škole báňské (dnešní VŠB – Technická univerzita Ostrava), kde byl u založení Katedry výstavby dolů. Jako vědec se zaměřoval především na technické problémy poddolování, mechaniky hornin, výstavby dolů a stability důlních děl. Teorii stability důlních děl zpracoval jako první v Československu. Jako odborník v oboru Výstavba dolů se habilitoval, získal hodnost doktora věd a byl jmenován profesorem.
V letech 1961 až 1971 byl prorektorem pro výstavbu na Vysoké škole báňské v Ostravě. Od r. 1962 měl na starost výstavbu nového (současného) areálu univerzity v Ostravě-Porubě.
Po vynuceném odchodu z Vysoké školy báňské v období socialistické normalizace v roce 1972 pracoval v oboru matematického modelování a vrátil se k původní profesi projektanta.